# Quararibea inaequalis
Quararibea inaequalis là một loài thực vật có hoa trong họ Cẩm quỳ. Loài này được (Dugand) García-Barr. & Hern.Cam. miêu tả khoa học đầu tiên năm 1952.